# Mellem fjender
Mellem fjender er en fransk kriminalfilm fra 2004, instrueret af Olivier Marchal.

## Handling
Filmen handler om konkurrencen mellem de to politimænd Léo Vrinks (Daniel Auteuil) og Denis Klein (Gérard Depardieu).
Og om hvor langt nogle er villige til, at gå for at slå en konkurrent i karriereræset.

## Medvirkende
| Skuespiller       | Rolle          |
| ----------------- | -------------- |
| Daniel Auteuil    | Léo Vrinks     |
| Gérard Depardieu  | Denis Klein    |
| André Dussollier  | Robert Mancini |
| Roschdy Zem       | Hugo Silien    |
| Valeria Golino    | Camille Vrinks |
| Daniel Duval      | Eddy Valence   |
| Francis Renaud    | Titi Brasseur  |
| Catherine Marchal | Ève Verhagen   |
| Guy Lecluyse      | Groluc         |
| Alain Figlarz     | Francis Horn   |